# Йегер, Андреа
Андреа Йе́гер (англ. Andrea Jaeger /ˈjeɪɡər/; род. 4 июня 1965, Чикаго) — американская профессиональная теннисистка и филантроп.
- Бывшая вторая ракетка мира
- Победительница Открытого чемпионата Франции в смешанном парном разряде, двукратная финалистка турниров Большого шлема в одиночном разряде
- Победительница 10 турниров тура Virginia Slims в одиночном и четырёх в парном разряде
- Обладательница Кубка Федерации и Кубка Уайтмен в составе сборной США

Завершила профессиональную карьеру в 19 лет в результате травмы плеча. После этого посвятила себя благотворительности, основав несколько фондов и организаций помощи неизлечимо больным детям. Некоторое время пробыла монахиней доминиканского ордена.

## Биография
Андреа Йегер родилась в Чикаго и выросла в Линкольншире (Иллинойс) в семье иммигрантов. Её отец, бывший швейцарский боксёр Роланд Егер, и мать, Ильзе, уроженка Германии, перебрались в США в 1956 году и в течение 18 лет работали в чикагской гостинице, после чего переехали во Флориду.
Одновременно с развитием своей недолгой, но яркой профессиональной игровой карьеры Андреа заинтересовалась вопросом помощи безнадёжно больным детям. Заработанные на корте 1,4 миллиона долларов она в начале третьего десятилетия жизни вложила в создание программы помощи таким детям. Окончив в 1985 году колледж в Гейнсвилле (Флорида) по специальности «Зоология», она в 2006 году получила университетскую степень по теологии. В 2008 году газета Daily Mail сообщала, что Йегер стала монахиней доминиканского ордена (Wall Street Journal сообщал позже, что в 2009 году она покинула орден).
Фонд Андреа Йегер Little Star в Колорадо оказывает помощь детям, больным раком и другими потенциально смертельными заболеваниями. Первоначально дети, которых поддерживал фонд, размещались в гостиницах Аспена, но позже Йегер основала для этой цели ранчо Силвер-Лайнинг. В 2007 году она вместе с ещё 11 знаменитыми спортсменами (Андре Агасси, Мохаммед Али, Лэнс Армстронг, Миа Хэмм и другие) сообщила о создании благотворительной организации «Спортсмены за надежду» (англ. Athletes for Hope). В 2011 году в условиях финансового кризиса в США она выставила ранчо Силвер-Лайнинг на продажу, рассчитывая таким образом заработать деньги для своего фонда.

## Игровая карьера
Андреа Йегер начала выступать в профессиональных теннисных турнирах в 1979 году, ещё до того, как выиграла один из престижнейших юниорских турниров — Orange Bowl. В январе 1980 года, в 14 с половиной лет, она уже дошла до полуфинала профессионального турнира после побед над опытными Розмари Касальс, Венди Тёрнбулл и Сью Баркер, проиграв будущей первой ракетке мира Трейси Остин. В феврале в Лас-Вегасе она завоевала свой первый титул, став одной из самых молодых в истории победительниц профессионального турнира. Позже в этом году она стала самой молодой в истории теннисисткой, посеянной на Уимблдонском турнире (рекорд будет побит через 10 лет Дженнифер Каприати). На Уимблдоне она дошла до четвертьфинала, а на Открытом чемпионате США — уже до полуфинала, став самой молодой в истории полуфиналисткой этого турнира. До конца года она выиграла четыре турнира и ещё трижды проигрывала в финалах — в том числе дважды знаменитой Крис Эверт-Ллойд. Эти успехи обеспечили ей в 15 лет место в мировой теннисной элите и в чемпионате Avon-тура — итоговом турнире года, прошедшем в апреле 1981 года. По ходу сезона она уже была также приглашена в сборную США на матч Кубок Уайтмен, где проиграла Сью Баркер, но выиграла у Вирджинии Уэйд, а по его итогам была признана WTA «Новичком года».
В 1981 году Йегер уже вела борьбу в самых высоких эшелонах женского тенниса, выиграв три турнира и семь раз проиграв в финалах, в том числе в чемпионате Avon-тура. Хотя она чаще проигрывала таким звёздам, как Эверт-Ллойд, Остин и Мартина Навратилова, в целом за год она одержала 66 побед при всего 19 поражениях и в августе поднялась в рейтинге до второй строчки. На Открытом чемпионате Франции она в паре с другим теннисным вундеркиндом — Джимми Ариасом — победила в турнире смешанных пар. Они стали самой молодой за историю тенниса парой, выигравшей турнир Большого шлема. В конце сезона, объединив усилия с Эверт в составе Сборная США по теннису в Кубке Федерации, она завоевала Кубок Федерации, добавив его к двум победам в Кубке Уайтмен нат теми же соперницами — командой Великобритании.
1982 и 1983 год были похожи на 1981-й: неизменно оставаясь одной из сильнейших теннисисток мира, Андреа никак не могла добраться до первой строчки, проигрывая то Эверт, то Навратиловой. За 1982 год она выиграла всего два турнира, проиграв девять финалов — из них пять Крис и четыре Мартине, в том числе на Открытом чемпионате Франции, где по пути в финал она всё-таки одолела посеянную первой Эверт. В 1983 году она добавила в свою копилку только один титул и пять поражений в финалах, в основном опять от Навратиловой, ставшей на её пути и во втором финале турнира Большого шлема — на этот раз на Уимблдоне, где Андреа в полуфинале победила завершавшую карьеру Билли-Джин Кинг со счётом 6-1, 6-1. Хотя завоевать титул ей не удалось, она стала самой молодой финалисткой Уимблдона с 1952 года. Одностороннее поражение от Навратиловой после разгромной победы над Кинг в полуфинале породило слухи о том, что Йегер попросту сдала финальный матч. Сама она в интервью в 2008 году подтвердила, что не стремилась выиграть. В 1983 году удача отвернулась от Йегер и в Кубке Федерации, где они с Кэнди Рейнольдс уступили в полуфинале сборной Чехословакии (будущие обладательницы Кубка Гана Мандликова и Гелена Сукова).
В 1984 году в карьере Йегер наступил спад. За год она лишь однажды дошла до финала турнира, а на показательном турнире Олимпийских игр в Лос-Анджелесе, где она была посеяна второй, проиграла уже во втором круге. На Открытом чемпионате Франции она получила тяжёлую травму плеча, фактически положившую в 19 лет конец её теннисной карьере: хотя после операции она ещё возвращалась на корт, но в следующие три года провела лишь считанные матчи и весной 1987 года окончательно завершила выступления. До 1994 года она перенесла семь операций плеча.

## Участие в финалах турниров за карьеру

### Одиночный разряд (35)

#### Победы (10)
| №   | Дата        | Турнир                     | Покрытие | Соперница в финале  | Счёт в финале |
| --- | ----------- | -------------------------- | -------- | ------------------- | ------------- |
| 1.  | 21 янв 1980 | Лас-Вегас, США             | Хард (I) | Барбара Поттер      | 7-6, 4-6, 6-1 |
| 2.  | 9 июн 1980  | Бекнем, Великобритания     | Трава    | Джо Дьюри           | 6-0, 6-1      |
| 3.  | 21 сен 1980 | Лас-Вегас                  | Хард (I) | Гана Мандликова     | 7-5, 4-6, 6-3 |
| 4.  | 10 ноя 1980 | Тампа, Флорида, США        | Хард     | Трейси Остин        | без игры      |
| 5.  | 12 янв 1981 | Канзас-Сити, Канзас, США   | Ковёр    | Мартина Навратилова | 3-6, 6-3, 7-5 |
| 6.  | 9 фев 1981  | Окленд, Калифорния, США    | Ковёр    | Вирджиния Уэйд      | 6-3, 6-1      |
| 7.  | 3 авг 1981  | Индианаполис, США          | Грунт    | Вирджиния Рузичи    | 6-1, 6-0      |
| 8.  | 1 фев 1982  | Детройт, США               | Ковёр    | Мима Яушовец        | 2-6, 6-4, 6-2 |
| 9.  | 22 фев 1982 | Окленд, Калифорния (2)     | Ковёр    | Крис Эверт-Ллойд    | 7-6, 6-4      |
| 10. | 24 янв 1983 | Марко-Айленд, Флорида, США | Грунт    | Гана Мандликова     | 6-1, 6-3      |

#### Поражения (25)
| №   | Дата        | Турнир                                 | Покрытие | Соперница в финале  | Счёт в финале |
| --- | ----------- | -------------------------------------- | -------- | ------------------- | ------------- |
| 1.  | 4 авг 1980  | Индианаполис, США                      | Грунт    | Крис Эверт-Ллойд    | 4-6, 3-6      |
| 2.  | 11 авг 1980 | Мауа, Нью-Джерси, США                  | Хард     | Гана Мандликова     | 7-6, 2-6, 2-6 |
| 3.  | 6 окт 1980  | Дирфилд-Бич, Флорида, США              | Хард (I) | Крис Эверт-Ллойд    | 4-6, 1-6      |
| 4.  | 7 янв 1981  | Ландовер, Мэриленд, США                | Ковёр    | Трейси Остин        | 2-6, 2-6      |
| 5.  | 2 мар 1981  | Лос-Анджелес, США                      | Ковёр    | Мартина Навратилова | 4-6, 0-6      |
| 6.  | 22 мар 1981 | Avon Championships, Нью-Йорк, США      | Ковёр    | Мартина Навратилова | 3-6, 6-7      |
| 7.  | 27 апр 1981 | Орландо, США                           | Грунт    | Мартина Навратилова | 5-7, 3-6      |
| 8.  | 15 июн 1981 | Истборн, Великобритания                | Трава    | Трейси Остин        | 3-6, 4-6      |
| 9.  | 12 окт 1981 | Дирфилд-Бич (2)                        | Грунт    | Крис Эверт-Ллойд    | 6-4, 3-6, 0-6 |
| 10. | 16 ноя 1981 | Перт, Австралия                        | Трава    | Пэм Шрайвер         | 1-6, 6-7      |
| 11. | 18 янв 1982 | Сиэтл, США                             | Ковёр    | Мартина Навратилова | 2-6, 0-6      |
| 12. | 3 апр 1982  | Палм-Бич-Гарденс, Флорида, США         | Грунт    | Крис Эверт-Ллойд    | 1-6, 5-7      |
| 13. | 5 апр 1982  | Хилтон-Хед-Айленд, Южная Каролина, США | Грунт    | Мартина Навратилова | 4-6, 2-6      |
| 14. | 19 апр 1982 | Амелия-Айленд, Флорида, США            | Грунт    | Крис Эверт-Ллойд    | 3-6, 1-6      |
| 15. | 24 мая 1982 | Открытый чемпионат Франции, Париж      | Грунт    | Мартина Навратилова | 6-7, 1-6      |
| 16. | 15 авг 1982 | Открытый чемпионат Канады, Монреаль    | Хард     | Мартина Навратилова | 3-6, 5-7      |
| 17. | 4 окт 1982  | Дирфилд-Бич (2)                        | Хард     | Крис Эверт-Ллойд    | 1-6, 1-6      |
| 18. | 11 окт 1982 | Тампа, Флорида, США                    | Хард     | Крис Эверт-Ллойд    | 6-3, 1-6, 4-6 |
| 19. | 15 ноя 1982 | Токио, Япония                          | Ковёр    | Крис Эверт-Ллойд    | 3-6, 2-6      |
| 19. | 31 янв 1983 | Палм-Бич-Гарденс (2)                   | Грунт    | Крис Эверт-Ллойд    | 3-6, 3-6      |
| 20. | 14 фев 1983 | Чикаго, США                            | Ковёр    | Мартина Навратилова | 3-6, 2-6      |
| 21. | 18 апр 1983 | Орландо (2)                            | Грунт    | Мартина Навратилова | 1-6, 5-7      |
| 22. | 20 июн 1983 | Уимблдонский турнир, Великобритания    | Трава    | Мартина Навратилова | 0-6, 3-6      |
| 23. | 18 сен 1983 | Токио                                  | Ковёр    | Лайза Бондер        | 2-6, 7-5, 1-6 |
| 24. | 30 апр 1984 | Йоханнесбург, ЮАР                      | Хард (I) | Крис Эверт-Ллойд    | 3-6, 0-6      |

### Парный разряд (6)

#### Победы (4)
| №  | Дата        | Турнир                             | Покрытие | Партнёр          | Соперницы в финале                  | Счёт в финале |
| -- | ----------- | ---------------------------------- | -------- | ---------------- | ----------------------------------- | ------------- |
| 1. | 17 авг 1980 | Открытый чемпионат Канады, Торонто | Хард     | Регина Маршикова | Энн Кийомура Бетси Нагельсен        | 6-1, 6-3      |
| 2. | 19 окт 1980 | Дирфилд-Бич, Флорида, США          | Хард (I) | Регина Маршикова | Мартина Навратилова Кэнди Рейнольдс | 1-6, 6-1, 6-2 |
| 3. | 24 янв 1983 | Марко-Айленд, Флорида, США         | Грунт    | Мэри-Лу Пиатек   | Розмари Касальс Венди Тёрнбулл      | 7-5, 6-4      |
| 4. | 15 авг 1983 | Открытый чемпионат Канады (2)      | Хард     | Энн Хоббс        | Розалин Фэрбенк Кэнди Рейнольдс     | 6-4, 5-7, 7-5 |

#### Поражения (2)
| №  | Дата        | Турнир                                 | Покрытие | Партнёр   | Соперницы в финале                  | Счёт в финале |
| -- | ----------- | -------------------------------------- | -------- | --------- | ----------------------------------- | ------------- |
| 1. | 4 апр 1983  | Хилтон-Хед-Айленд, Южная Каролина, США | Грунт    | Пола Смит | Мартина Навратилова Кэнди Рейнольдс | 2-6, 3-6      |
| 2. | 23 янв 1984 | Марко-Айленд, Флорида, США             | Грунт    | Энн Хоббс | Гана Мандликова Гелена Сукова       | 6-3, 2-6, 2-6 |

### Смешанный парный разряд (1)
Победа (1)
| Дата       | Турнир                            | Покрытие | Партнёр      | Соперники в финале       | Счёт в финале |
| ---------- | --------------------------------- | -------- | ------------ | ------------------------ | ------------- |
| 7 июн 1981 | Открытый чемпионат Франции, Париж | Грунт    | Джимми Ариас | Бетти Стове Фред Макнейр | 7-6, 6-4      |

### Кубок Федерации (1)
Победа (1)
| Год  | Место         | Команда                                              | Соперницы в финале                          | Счёт в финале |
| ---- | ------------- | ---------------------------------------------------- | ------------------------------------------- | ------------- |
| 1981 | Токио, Япония | США А. Йегер, К. Джордан, К. Эверт-Ллойд, Р. Касальс | Великобритания С. Баркер, Д. Дьюри, В. Уэйд | 3-0           |